# Teorema do encaixe de intervalos
Em matemática, o teorema do encaixe de intervalos afirma que qualquer sucessão decrescente de intervalos de números reais tem, pelo menos, um ponto em comum.

## Enunciado formal
Para cada n ∈ N, seja [an,bn] um intervalo de números reais e suponha-se que a sucessão ([an,bn])n ∈ N é decrescente, ou seja
{\displaystyle [a_{1},b_{1}]\supset [a_{2},b_{2}]\supset [a_{3},b_{3}]\supset \cdots }
Então existe algum número c que pertence a todos os intervalos [an,bn], o que é o mesmo que dizer que
{\displaystyle \bigcap _{n\in \mathbb {N} }[a_{n},b_{n}]\neq \emptyset .}

## Demonstração
Como a sucessão (an)n ∈ N é crescente e é majorada (por todos os bn),
converge para algum número a e, analogamente, a sucessão (bn)n ∈ N converge para algum b. Como qualquer an é menor ou igual que qualquer bn, tem-se a ≤ b. Por outro lado, é claro que, se x ∈ R, então
{\displaystyle x\geqslant a\Leftrightarrow (\forall n\in \mathbb {N} ):x\geqslant a_{n}}
e
{\displaystyle x\leqslant b\Leftrightarrow (\forall n\in \mathbb {N} ):x\leqslant b_{n},}
o que é o mesmo que dizer que:
{\displaystyle \bigcap _{n\in \mathbb {N} }[a_{n},b_{n}]=[a,b]\neq \emptyset .}

## Generalizações
- Seja {[ai,bi] | i ∈ I} um conjunto de intervalos fechados de um intervalo [a,b] e suponha-se que qualquer qualquer parte finita daquele conjunto tem intersecção não vazia. Então

{\displaystyle \bigcap _{i\in I}[a_{i},b_{i}]\neq \emptyset .}
- Uma sucessão decrescente (Kn)n ∈ N de partes fechadas, limitadas e não vazias de Rn tem intersecção não vazia.